# Heartless
«Heartless» (с англ. — «Бессердечная») — второй сингл с четвёртого альбома 808s & Heartbreak американского хип-хоп артиста Канье Уэста. Песня дебютировала на четвёртом месте в Billboard Hot 100, где позже заняла второе место, а также заняла первое место в Billboard Hot Rap Tracks и U.S. Hot 100 Airplay. «Heartless» является одним из самых продаваемых синглов за всю историю, в 2009 году было продано 5,5 миллионов копий. По состоянию на июнь 2011 года в США было продано 3,7 миллионов копий сингла.

## Музыкальное видео
На песню «Heartless» был снят клип. Режиссёром выступил Хайп Уильямс, до того неоднократно работавший с Канье. Клип создавался с очевидной оглядкой на мультфильм «Поп Америка» Ральфа Бэкши. В частности, как и в «Поп Америке», методом, при помощи которого создавалась анимация, стало ротоскопирование — снимались реальные люди, после чего студия Opticflavor занималась перерисовкой персонажей, прорисовыванием фонов и добавлением мультипликационных деталей. На протяжении всего клипа Канье Уэст одиноко бродит по сияющему ночному городу (при этом, как и в предыдущем «мультяшном» видео Уэста — Good Morning — среди флуоресцентных вывесок мелькают названия из трек-листа альбома). Он бродит, и в его памяти мелькают образы различных женщин. Также в видео был использован Астро — персонаж из мультфильма «Джетсоны».

## Список композиций
| №                   | Название            | Длительность |
| ------------------- | ------------------- | ------------ |
| 1.                  | «Heartless»         | 3:31         |
| Общая длительность: | Общая длительность: | 3:31         |

| №                   | Название                              | Длительность |
| ------------------- | ------------------------------------- | ------------ |
| 1.                  | «Heartless» (альбомная версия)        | 3:31         |
| 2.                  | «Heartless» (инструментальная версия) | 3:30         |
| Общая длительность: | Общая длительность:                   | 7:01         |

## Кавер-версии
На Heartless было сделано две кавер-версии. Первую исполнила группа The Fray. Песня неоднократно исполнялась на концертах. Кроме того, она попала в ротацию радиостанций. Кавер распространялся как цифровой сингл. На песню был снят клип, в котором главный герой — школьник — безответно влюблённый в свою одноклассницу, сидит за партой и рисует в тетради (при этом рисунки оживают). Среди изображений: различные узоры, скелет тираннозавра, изрыгающий огонь, пульсирующее сердце, а также группа The Fray и Канье Уэст, кивающий головой в такт песне. Когда начинает звучать бридж («Talkin', talkin', talkin', talk»), герой вырывает лист с рисунками и швыряет его на пол (при этом нарисованные музыканты продолжают исполнять песню). Упавшая на пол бумажка производит неожиданный эффект — по всей классной комнате начинают расползаться узоры с рисунков. Наконец, на доске, перед глазами возлюбленной главного героя нарисовывается главный узор, который венчает бьющееся сердце. Акустическую интерпретацию Heartless сделал Крис Аллен.
Кроме того, кавер-версии создали Джастин Бибер, Уильям Фитцсиммонс, Cassidy, Жасмин Салливан, Мелани Фиона, Леди Гага, группа The Word Alive и другие. Рэпер Ace Hood сделал из этой песни фристайл под названием Ruthless. Также существует официальный ремикс на эту песню, исполненный дуэтом с рэпером Rick Ross. Ремикс был размещён Канье Уэстом в своём блоге 28 ноября 2008 года.
Также именно «Heartless» послужила основой для пародийной песни «Gayfish», которую исполняет «Канье Уэст» в серии «Рыбные палочки» мультсериала «Южный парк» (для мультфильма её спел Трей Паркер).